# 门德斯县
門德斯县（西班牙語：Provincia de Méndez），是玻利維亞的县份，位於該國東南部，屬於塔里哈省的一部分，县府設於聖洛倫佐，面積4,070平方公里，2001年人口32,038，人口密度每平方公里7.9人。